# Fraction de neutrons retardés

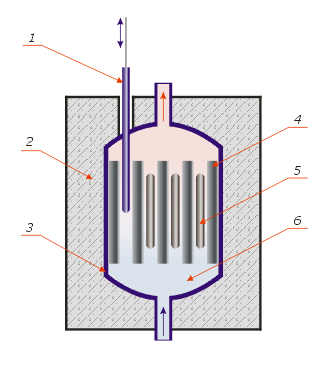
Schéma d'un réacteur nucléaire : (5) indique les barres de combustible, où se produisent la fission nucléaire et les émissions de neutrons associées, et (4) est le modérateur (eau, graphite, etc.) qui fait ralentir les neutrons. Le fluide caloporteur (un fluide qui peut être de l'eau par exemple) entre en dessous, s'échauffe avec l'énergie des fissions et sort au dessus en emportant la chaleur avec lui.

La fraction de neutrons retardés issus d'une fission nucléaire, notée β est le pourcentage de neutrons ne résultant pas immédiatement de la fission du noyau, parmi l'ensemble des neutrons produits par cette seule fission. C'est un paramètre physique intrinsèque à l'isotope du noyau fissile, qui détermine une grandeur de premier intérêt pour l'étude de la cinétique des réacteurs : la fraction effective de neutrons retardés, notée βeff.
Ces neutrons représentent moins d'un pour cent des neutrons émis par une fission nucléaire, mais leur présence est indispensable à la possibilité de la conduite d'un réacteur nucléaire.

## Phénomène physique
Lors de la fission nucléaire d'un isotope lourd, le noyau initial se sépare en deux noyaux plus légers, dits produits de fission, et émet simultanément 2 ou 3 neutrons, dits neutrons instantanés (anciennement nommés neutrons prompts). Les produits de fission sont excédentaires en neutrons, et ne sont donc pas stables. Leur mode de décroissance préférentiel est la transformation interne de neutrons en protons (radioactivité « bêta moins »). Cette décroissance par émission bêta moins doit avoir lieu plusieurs fois avant d'aboutir à un isotope stable. Dans certains cas, la situation énergétique du fragment de fission fait qu'il est possible pour ce fragment d'évacuer un neutron hors du noyau : le neutron émis est alors dit retardé (anciennement nommés neutrons différés), car il n'a pas été émis lors de la fission, mais après une ou plusieurs décroissances bêta d'un fragment de fission. On appelle précurseur le produit de fission qui va émettre un neutron retardé.

### Ordres de grandeur
Ce paragraphe donne l'exemple de la fission d'un noyau d'uranium 235, fission actuellement prépondérante dans le fonctionnement du parc électronucléaire mondial.
Pour la fission thermique de cet isotope, la fraction de neutrons retardés est de 0,66 %. On note {\displaystyle \beta =660pcm}, l'unité pcm (pour cent mille) étant celle utilisée en neutronique.
Un noyau précurseur issu de cette fission est l'isotope 87 du brome, issu directement de la fission de l'uranium 235 (avec une abondance statistique - un rendement de fission - de 2,5 %). Cet isotope est fortement excédentaire en neutrons (il en possède : 87-35=52 ; et le brome stable en possède 45).
- Pour se rapprocher de la vallée de stabilité, le noyau précurseur 87Br se transforme par radioactivité bêta moins en 87Kr sous forme excitée (dans 70 % des cas). La demi-vie (également appelée période radioactive) du 87Br est de 55 secondes. La durée de vie moyenne (i.e. le temps moyen qu'il faut attendre jusqu'à la désintégration) est donc de {\displaystyle 55/ln(2)=80s}.
- Dans la plupart des cas (97,1 %), le krypton se désexcite immédiatement par émission gamma, puis se désintègre par radioactivité bêta moins par deux fois, pour donner du 87Rb puis du 87Sr, stable. Aucun neutron n'a été émis.
- Dans 2,9 % des cas, le krypton se désexcite immédiatement en émettant un neutron de 250 keV, pour aboutir au 86Kr, stable.

Plusieurs ordres de grandeurs et conclusions sont à tirer de cet exemple :
- L'émission de neutrons par l'intermédiaire de noyaux précurseurs est très rare. Pour le couple 87Br-87Kr décrit ci-dessus, il y a seulement 0,7×0,029 neutrons retardés par apparition de ce précurseur (apparition ayant elle-même une abondance limitée).
- Le temps au bout duquel un neutron retardé est émis par un précurseur est grand devant la durée de vie moyenne d'un neutron dans un réacteur nucléaire (temps nécessaire au neutron pour se thermaliser, puis diffuser jusqu'à faire fissionner un noyau), qui est de l'ordre de 50 μs. C'est cette caractéristique fondamentale qui permet de contrôler la réaction en chaîne dans les réacteurs nucléaires.
- Les neutrons retardés sont émis à des énergies plus faibles que les neutrons de fission (de l'ordre de 0,25 à 0,5 MeV). C'est ce qui explique l'utilisation de la proportion de neutrons retardés effective βeff dans l'étude des réacteurs.

### Groupes de neutrons retardés
L'exemple donné ci-dessus n'en est qu'un parmi d'autres. Dans le cas de la fission de l'uranium 235, plusieurs précurseurs existent et émettent des neutrons retardés. Tous n'ont pas la même période de désintégration, ni la même énergie d'émission des neutrons. Cependant, pour simplifier l'étude de la cinétique des réacteurs, on regroupe les précurseurs aux périodes comparables dans des groupes de périodes arbitraires. On retient généralement 6 groupes de neutrons retardés mais les prochaines données nucléaires en contiendront 8 .
Pour la fission de l'uranium 235, les 6 groupes de précurseurs généralement retenus sont :
| Groupe | Précurseurs                        | Période moyenne (s) | βi (pcm) | Energie moyenne | Rendement (neutrons/fission) |
| ------ | ---------------------------------- | ------------------- | -------- | --------------- | ---------------------------- |
| 1      | 87Br                               | 55,72               | 24       | 250 keV         | 0,00052                      |
| 2      | 137I, 88Br                         | 22,72               | 123      | 460 keV         | 0,00346                      |
| 3      | 138I, 89Br, 93Rb , 94Rb            | 6,22                | 117      | 405 keV         | 0,00310                      |
| 4      | 139I, Cs, Sb, Te, 90Br, 92Br, 93Kr | 2,30                | 262      | 450 keV         | 0,00624                      |
| 5      | 140I                               | 0,61                | 108      | ?               | 0,00182                      |
| 6      | Br, Rb, As                         | 0,23                | 45       | ?               | 0,00066                      |
| Moy.   | Total                              | 8,157               | 679      | 400 keV         | 0,00392                      |

La période moyenne pondérée par les fractions relatives (βi) ressort à 8,157 s et la durée de vie moyenne à 8,157/ Ln (2) = 11,77 s. La durée de vie moyenne d'une génération de neutrons, qui vaut 0,0001 seconde (soit 100 µs) sans tenir compte des neutrons retardés, devient 0,0001 x (1-679/100 000) + 11,77 x 679/100 000 = 0,08 s en en tenant compte, soit 800 fois plus. Le contrôle du réacteur est ainsi rendu possible.
La somme des fractions relatives βi vaut 679 pcm, proportion statistique de l'ensemble des neutrons retardés de fission.
| Noyau | βtotal (pcm) |
| ----- | ------------ |
| 233U  | 296          |
| 235U  | 679          |
| 239Pu | 224          |
| 241Pu | 535          |

Ce tableau montre que le contrôle en réactivité d'un réacteur utilisant majoritairement du plutonium 239 ou de l'uranium 233 est sensiblement plus serré qu'un réacteur mettant en œuvre de l'uranium 235. Toutefois le combustible uranium naturel enrichi en fin de vie d'un cœur de REP contient une proportion importante de plutonium (masse de plutonium 239 / masse d'uranium 235 = 55 % environ), donc la part de neutrons retardés est moindre que 679 pcm dans le cours du fonctionnement du réacteur.

## Impact sur la cinétique des réacteurs
Le principe d'un réacteur nucléaire est de maintenir une réaction en chaîne de fissions qui est contrôlée : en fonctionnement normal, chaque fission ne doit engendrer qu'une seule fission. C'est ce qu'exprime la condition sur le facteur de multiplication effectif keff : keff=1.

### Avec les mains
Ce facteur peut être écrit selon deux contributions : une correspondant à l'apparition de neutrons via le processus de neutrons retardés (proportion β), le reste provenant des neutrons instantanés (proportion 1-β) :
{\displaystyle {\begin{aligned}k_{eff}&=\beta .k_{eff}+(1-\beta )k_{eff}\\\ &=k_{r}+k_{p}\end{aligned}}}
où kr et kp désignent les facteurs de multiplication des contributions des neutrons respectivement retardés et instantanés. Du fait de l'ordre de grandeur du temps mis par un neutron pour induire une nouvelle fission pour ces deux types de neutrons (de l'ordre de la seconde pour les neutrons retardés, et de l'ordre de la microseconde pour les neutrons prompts), on comprend bien qu'un milieu pour lequel on n'a que des neutrons prompts est incontrôlable. Pour pouvoir contrôler le réacteur, on veut donc que le facteur de multiplication effectif des neutrons prompts soit inférieur à l'unité. On écrit donc {\displaystyle (1-\beta )k_{eff}<1} ou encore {\displaystyle 1-{\frac {1}{k}}_{eff}<\beta }. C'est la raison pour laquelle la réactivité ρ, définie par {\displaystyle \rho ={\frac {k_{eff}-1}{k_{eff}}}} ne doit jamais dépasser β dans un réacteur de puissance. On parle sinon de surcriticité prompte. Afin d'éviter ce genre d'accident de criticité des seuils de contrôle commande sur le temps de doublement du flux neutronique sont mis en place.
La fraction de neutrons retardés βeff représente le rapport entre les neutrons thermiques issue des neutrons retardés sur le nombre total de neutrons thermiques présent dans le réacteur.

### Proportion de neutrons retardés effective
Le raisonnement ci-dessus explique pourquoi on compare la réactivité à la proportion de neutrons retardés. Dans les calculs rigoureux de cinétique, on doit en fait tenir compte de la différence de nature entre les neutrons retardés et les neutrons prompts. Outre leur durée de vie, ces neutrons se différencient par leur spectre : le spectre des neutrons instantanés est dans le domaine rapide (centré sur 2 MeV) alors que celui des neutrons retardés est dans le domaine épithermique (centré sur 400 keV environ). Ceci a un impact sur l'efficacité des neutrons retardés à induire une fission thermique. 
La seule grandeur à laquelle on peut alors comparer la réactivité est la proportion de neutrons retardés effective, notée βeff, qui correspond à β multiplié par un facteur de correction :
{\displaystyle \beta _{eff}=\beta {\frac {\int \phi _{0}^{+}\left\langle U_{nr}F^{+}\right\rangle \phi _{0}.dV.dE.{\vec {d\Omega }}}{\int \phi _{0}^{+}\left\langle \left[(1-\beta )U_{np}+\beta U_{nr}\right]F^{+}\right\rangle \phi _{0}.dV.dE.{\vec {d\Omega }}}}}
avec les notations suivantes :
- la notation {\displaystyle \left\langle AB\right\rangle } représente une matrice carrée obtenue par le produit matriciel d'un vecteur colonne {\displaystyle A} et d'un vecteur ligne {\displaystyle B}
- les grandeurs (flux, spectre etc.) sont implicitement représentées par des vecteurs colonne dont la dimension est le nombre de groupes d'énergie considéré dans le formalisme
- {\displaystyle \phi _{0}} est le flux direct du réacteur critique associé au réacteur étudié (qui n'est a priori pas critique puisque cette formule est issue de l'établissement des équations de la cinétique, qui régissent notamment l'évolution de la population de neutrons dans un réacteur étant donné une réactivité non nulle)
- {\displaystyle \phi _{0}^{+}} est le flux adjoint du RCA, appelé aussi importance neutronique
- {\displaystyle U_{nr}} est le spectre des neutrons retardés, c'est-à-dire la proportion de neutrons retardés émis dans chaque groupe d'énergie.
- {\displaystyle U_{np}} est le spectre des neutrons prompts
- {\displaystyle F} est le vecteur de fission dont chaque composante {\displaystyle i} s'écrit {\displaystyle \nu _{i}\Sigma _{fi}} où {\displaystyle \nu _{i}} est le nombre de neutrons prompts émis par une fission induite par un neutron du groupe d'énergie {\displaystyle i}, et {\displaystyle \Sigma _{fi}} est la section efficace macroscopique de fission pour ce même groupe d'énergie.
- l'intégration se fait sur l'ensemble du volume {\displaystyle V} du réacteur, sur toutes les énergies {\displaystyle E} et sur toutes les directions {\displaystyle {\vec {\Omega }}}

Remarquons que si les spectres Unr et Unp sont égaux, le facteur correctif est alors unitaire : cela signifie bien que la seule raison pour laquelle on doit considérer βeff plutôt que β dans les études est la différence de spectres entre ces neutrons. Rappelons que les neutrons retardés sont émis avec une énergie inférieure à celle des neutrons instantanés. Ils ont donc moins de risque d'être absorbés pendant la thermalisation (qui est plus courte) et sont donc plus efficaces ; par contre, ils ne peuvent pas induire de fission rapide de l'238U et sont donc moins efficaces. Le facteur correctif est en fait de l'ordre de l'unité. Il dépend du type de réacteur, de la géométrie, de l'enrichissement, autrement dit, de tout ce qui détermine l'importance neutronique.

### Équations d'évolution
Φ = Φo x e(keff- 1) x t / l
Avec:
- Φ = Flux
- t = temps
- l = Durée de vie moyenne des neutrons thermiques
- keff

à compléter

### Équation de Nordheim
Pour calculer la réactivité {\displaystyle \rho } on peut utiliser la formule suivante:

{\displaystyle \rho =\omega \left(\theta +\sum _{i=1}^{N_{fam}}{\frac {\beta _{i}}{\omega +\lambda _{i}}}\right)}
avec :
- {\displaystyle N_{fam}}: nombre de familles (groupes) de neutrons retardés
- {\displaystyle \theta (s)} : durée de vie moyenne des neutrons prompts
- {\displaystyle \omega (s^{-1})} : inverse de la période du réacteur {\displaystyle \left(\omega ={\frac {ln(2)}{T_{d}}}\right)} avec  {\displaystyle T_{d}} = temps de doublement de la puissance du cœur.
- {\displaystyle \beta _{i}} : fraction de neutron retardés effective du groupe i
- {\displaystyle \lambda _{i}(s^{-1})} : constante de désintégration des précurseurs de neutrons retardés du groupe i